# 大紅菇
大紅菇，俗稱為血紅脆褶（bloody brittlegill，美國較有這種說法），是一種擔子菌門真菌，隸屬於俗稱脆褶（Brittlegill）的紅菇屬，亦是一種色彩鮮豔的蕈類。其顏色多半呈現為亮血紅色，並不可供食用，並且常在針葉林出現。大紅菇亦有許多的同種異名，其中最普遍的是。

## 分類
大紅菇最早是由丹麥植物學家克里斯琴·海因里希·弗里德里希·舒馬赫於1803年描述的，其學名為大伞菌（Agaricus sanguinarius）。後來，真菌學家斯蒂芬·勞舍爾（Stephan Rauschert）於1989年將其學名改為現名。而讓·巴蒂斯特·弗朗索瓦·皮埃爾·比利亞爾（Jean Baptiste François Pierre Bulliard）則將其命名為血紅伞菌（Agaricus sanguinea），而埃利亞斯·馬格努斯·弗里斯（Elias Magnus Fries）將其學名改為現今最普遍的異名血紅紅菇（Russula sanguinea）。
大紅菇的學名中的和異名中的源自拉丁文詞彙，意思是「血紅」，指的是其血紅的顏色。至今，真菌學家還未能確定歐洲大紅菇與北美玫瑰红菇（Russula rosacea）是否同一品種。

## 描述

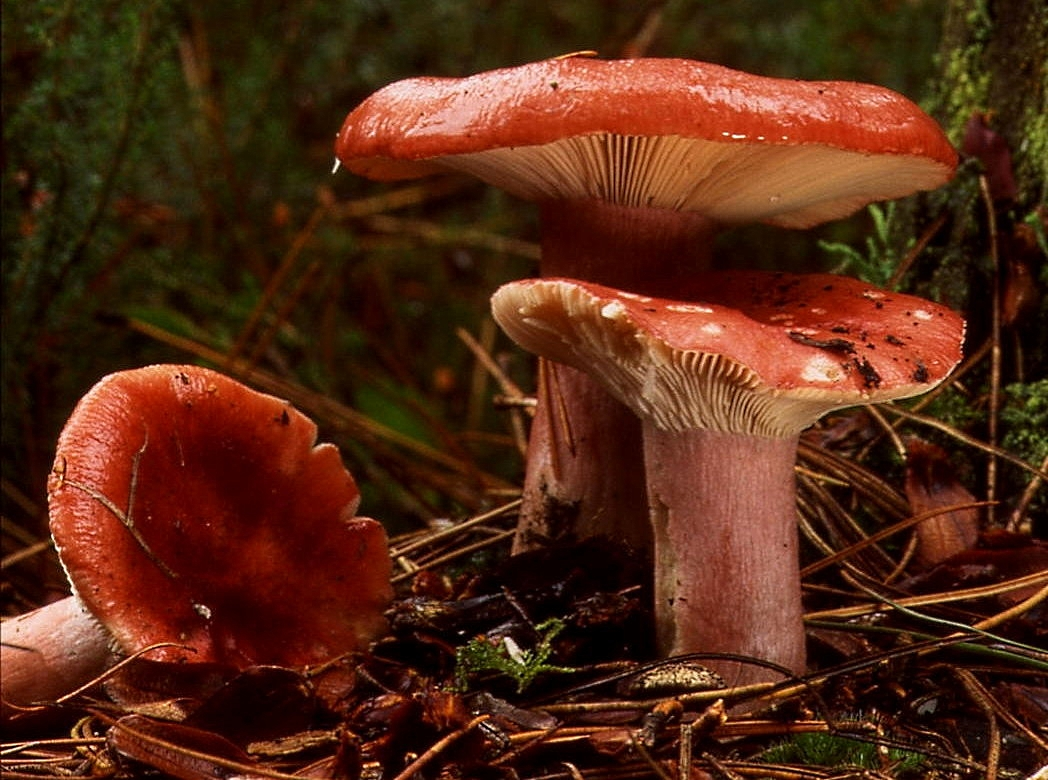
一些大紅菇

大紅菇的菌蓋直徑能達10厘米（4英寸），起初呈凸面狀，但後來會變成扁平狀，有時候更會變成下陷狀。其顏色起初為明亮的血紅色或玫瑰色，但隨著年齡增加會變淡，且部份菌蓋的顏色較為蒼白。菌蓋邊緣會有裂紋。其菌柄非常穩固，偶爾呈白色，但更主要都是呈血紅色或玫瑰色。菌柄上有著垂直的條紋，並且顏色會隨著年齡的增長變成灰粉色。其菌褶呈奶油色或淺赭石色，並且是連生的或自基部沿蕈柄向下生長的。其孢子印亦呈奶油色或淺赭石色。其菌肉呈白色，有點辛辣味、胡椒味和苦味，且有著淡淡的果香氣味。

### 類似物種
- 沼澤紅菇（Russula helodes）的外觀大致上與大紅菇相同，但主要在針葉林的泥炭蘚上生長，並且比大紅菇更稀有。
- 毒红菇（Russula emetica）在同一種生境生長，並且同樣有一個鮮紅色的菌蓋。然而，毒紅菇並沒有紅色的菌柄，且非常脆弱。

大部份其他類似的紅菇屬真菌均在落葉樹林中生長。

## 分布
大紅菇於夏天、秋天較為常見。其廣泛分布於北半球的溫帶地區，菌絲生長於軟樹木上。經常生長於松樹的樹木構成的針葉林地，亦有可能生長於沙質土壤上。

## 可食性
雖然大紅菇並沒有毒，但是其胡椒辣味和苦味令到這種真菌不可供食用。許多類似的紅菇在生吃時甚至是有毒的。人們中毒後的症狀主要和胃腸道有關：腹瀉、嘔吐和腹部絞痛。雖然有毒成份仍然未能確認，但真菌學家們指出很可能是倍半萜。

## 圖集

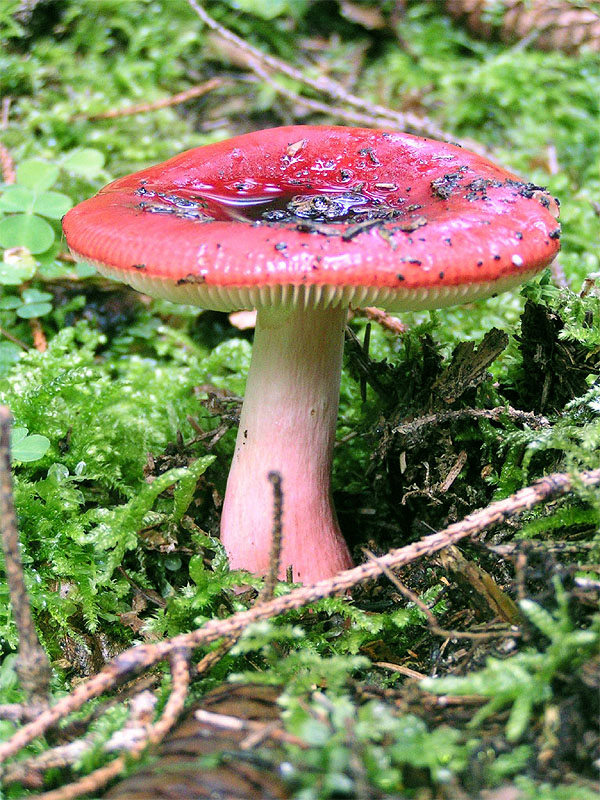
草地上的大紅菇
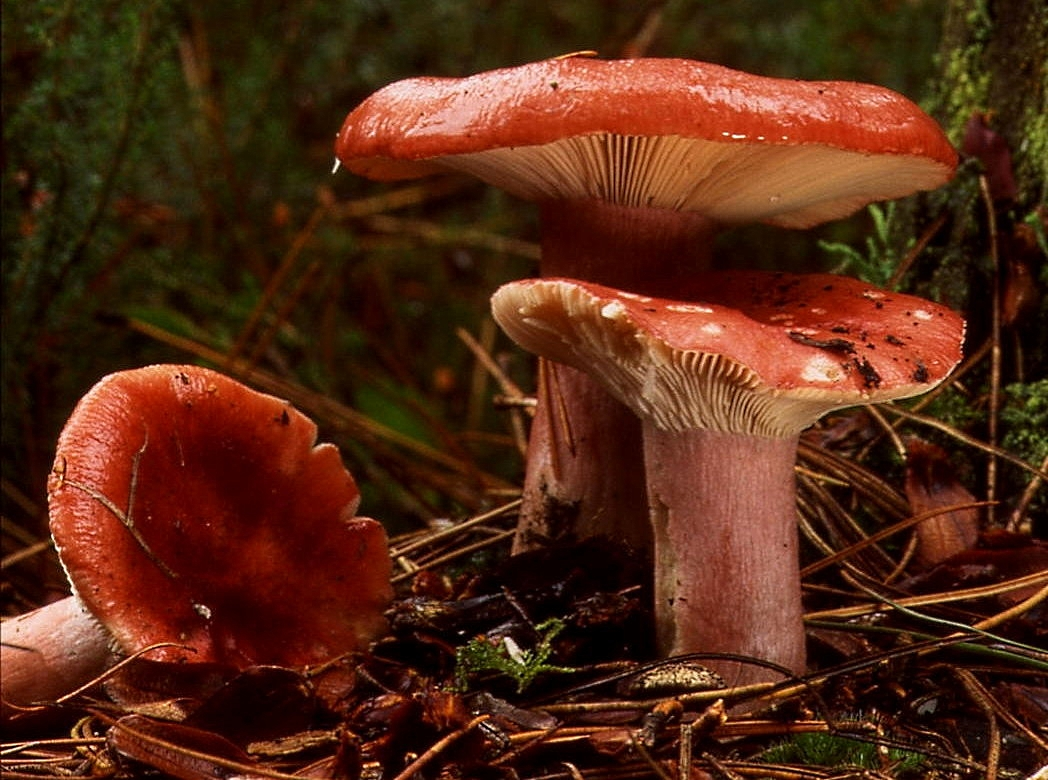
陰暗處的大紅菇